# Minister zonder portefeuille
Een minister zonder portefeuille is of een minister zonder omschreven verantwoordelijkheden of een minister die niet aan het hoofd staat van een bepaald ministerie. 

## Nederland
In Nederland is een minister zonder portefeuille verantwoordelijk voor een bepaald beleidsterrein, maar heeft niet de leiding over een departement. Ministers zonder portefeuille hebben, anders dan staatssecretarissen, zitting in de Nederlandse ministerraad en kunnen dus ook meestemmen over alle beslissingen. De benoeming van een minister speciaal voor een bepaald beleidsterrein is een teken dat men dit onderwerp belangrijk vindt. Daar waar ministers met leiding over een ministerie worden aangeduid met "minister van ...", wordt een minister zonder portefeuille aangeduid met "minister voor ...".

### Departementale ondersteuning
Tot de komst van staatssecretarissen in 1948 werden ministers zonder portefeuille aangesteld om ministers met een zwaar departement te ondersteunen. Deze taak is overgenomen door staatssecretarissen. In het verleden zijn ook weleens ministers zonder portefeuille aangesteld, die als gezaghebbend persoon de belangen van Nederland bij internationale onderhandelingen goed zouden kunnen behartigen. 
In uitzonderlijke gevallen is hiervoor ook weleens een beroep gedaan op oud-ministers dan wel Ministers van Staat.

### Departementale verhoudingen
Soms wordt mede wegens de politieke verhoudingen in het kabinet gekozen voor instelling van een extra ministerspost, die dan meestal een minister zonder portefeuille wordt.

## België
In België zijn er zelden ministers zonder portefeuille geweest, met uitzondering tijdens de Eerste en de Tweede Wereldoorlog waarbij door de oorlogsdreiging leden van de oppositie werden opgenomen in een regering van nationale eenheid, aanvankelijk zonder portefeuille. Later kregen zij specifieke bevoegdheden toegewezen.